# Kościół w Skalniku (Natura 2000)
Kościół w Skalniku (PLH180037) – projektowany specjalny obszar ochrony siedlisk, aktualnie obszar mający znaczenie dla Wspólnoty, obejmujący kościół w Skalniku i jego najbliższe otoczenie. Zajmuje powierzchnię 350,62 ha. Utworzony został w celu ochrony kolonii rozrodczej nocka dużego Myotis myotis.
Obszar leży w granicach Obszaru Chronionego Krajobrazu Beskidu Niskiego. Dwa niewielkie fragmenty obszaru (0,83% powierzchni) stanowią enklawy Magurskiego Parku Narodowego.